# 枚方市立菅原東小学校
枚方市立菅原東小学校（ひらかたしりつ すがはらひがししょうがっこう）は、大阪府枚方市藤阪東町三丁目にある公立小学校。
地域の児童数の増加により、従来の枚方市立菅原小学校および枚方市立氷室小学校の校区を分離・再編し、1980年に枚方市で39番目の公立小学校として開校した。

## 沿革
- 1980年 - 枚方市立菅原東小学校として開校。

## 交通
- 片町線（学研都市線） 長尾駅 南へ約1km。
- 京阪バス 長尾台住宅バス停。